# Durra'a
Durra'a (durrāʿah) foi um roupão cerimonial vestido na corte abássida do califa Almançor (r. 754–775) até ser substituído pelo mais curto caba em meados do século IX. Era preto, a cor oficial da dinastia, e foi fechado na frente por botões. Era usado como vestuário cortesão por oficiais civis e militares — mas não os religiosos, que usavam o tailassã — e este lhes conferia grande prestígio.